# Castellina Scalo
Castellina Scalo est une frazione de la commune de Monteriggioni dans la province de Sienne de la région Toscane.